# Euagathis albotarsus
Euagathis albotarsus är en stekelart som beskrevs av Szepligeti 1905. Euagathis albotarsus ingår i släktet Euagathis och familjen bracksteklar. Inga underarter finns listade i Catalogue of Life.